# Meomyia fasciculata
Meomyia fasciculata är en tvåvingeart som först beskrevs av Macquart 1840.  Meomyia fasciculata ingår i släktet Meomyia och familjen svävflugor. Inga underarter finns listade i Catalogue of Life.